# Lasidium
Lasidium – stadium larwalne słodkowodnych małży, będące pasożytniczą postacią weligera.